# جباتا الخشب
جباتا الخشب قرية في محافظة القنيطرة. تقع في ريف القنيطرة، سوريا، قرب جبل الشيخ وبجوار قرية جباتا الزيت . وتشتهر بزراعة التفاح والعنب والتين والحمضيات.
ولها باتجاه الشمال غابة محمية طبيعية رائعة تكثر فيها أشجار الخوخ البري والبلوط والملول والبطم والزعرور. ينتمي لهذه القرية المجاهد الكبير أحمد مريود الذي عرف بمقاومته للاحتلال الفرنسي فكان قائد لثورة الجولان ضد الاحتلال والذي استشهد أثناء مقاومته للاحتلال.